# Rimae Alphonsus
Rimae Alphonsus – grupa rowów  na powierzchni Księżyca o średnicy około 80 km. Znajduje się na współrzędnych selenograficznych ☾ 14,0°S 2,0°W/-14,000000 -2,000000. Nazwa tego systemu kanałów została nadana w 1964 roku przez Międzynarodową Unię Astronomiczną i pochodzi od krateru Alphonsus na którego obszarze znajduje się Rimae Alphonsus.